# IPhone 11
L'iPhone 11 è uno smartphone progettato e prodotto da Apple Inc.. Appartenente alla tredicesima generazione di iPhone, ha sostituito l'iPhone XR ed è stato annunciato il 10 settembre 2019 allo Steve Jobs Theater dal CEO di Apple Tim Cook, insieme agli iPhone 11 Pro e Pro Max. I preordini sono stati avviati il 13 settembre 2019 e il dispositivo è stato commercializzato a partire dal 20 settembre 2019.
Le principali novità rispetto al predecessore includono il chip Apple A13 Bionic, un sistema a doppia fotocamera posteriore da 12 MP e una maggiore resistenza all’acqua (standard IP68).

## Specifiche

### Chip e performance
L’iPhone 11 è dotato del chip A13 Bionic, un SoC a 6 core (2 ad alte prestazioni e 4 ad alta efficienza), affiancato da una GPU a 4 core e dal Neural Engine di terza generazione a 16 core. Questo processore offre un miglioramento significativo in termini di efficienza e velocità rispetto al chip A12 del modello precedente.

### Display
Il dispositivo è equipaggiato con un display LCD Liquid Retina da 6,1 pollici (15,5 cm), con una risoluzione di 1792×828 pixel (326 ppi). La frequenza di aggiornamento è di 60 Hz, con una luminosità massima di 625 nit e un contrasto tipico di 1400:1.

### Fotocamere
L’iPhone 11 è dotato di un sistema a doppia fotocamera posteriore:
- Grandangolo: sensore da 12 MP, apertura ƒ/1.8.
- Ultra-grandangolo: sensore da 12 MP, apertura ƒ/2.4, con campo visivo di 120°.

La fotocamera anteriore è anch’essa da 12 MP e supporta video in slow-motion fino a 120 fps (denominati “slofies”) e registrazioni in 4K fino a 60 fps.
Tra le novità troviamo la modalità Notte, introdotta per migliorare la qualità delle fotografie in ambienti con scarsa illuminazione, e la modalità Ritratto con sei effetti di luce.

### Resistenza e materiali
Il dispositivo è certificato IP68, garantendo resistenza all’acqua fino a una profondità di 2 metri per 30 minuti. È costruito con un telaio in alluminio e un vetro rinforzato.

### Connettività e altre tecnologie
- Chip U1 Ultra Wideband: migliora la localizzazione di altri dispositivi Apple compatibili.[2][4]

- Supporto per Face ID migliorato, con maggiore velocità e angoli di rilevamento più ampi.[2]

### Software
L’iPhone 11 è stato lanciato con iOS 13 e continua a essere supportato fino a iOS 18.

## Colorazioni
| Colorazioni | Colorazioni | Colorazioni |
| Retro       | Retro       | Fronte      |
| ----------- | ----------- | ----------- |
|             | Bianco      | Nero        |
|             | Nero        | Nero        |
|             | Verde       | Nero        |
|             | Giallo      | Nero        |
|             | Viola       | Nero        |
|             | Product Red | Nero        |

L'iPhone 11 è il terzo modello presentato in più colorazioni, dopo l'iPhone 5c e l'iPhone XR.
Rispetto al modello precedente, le colorazioni sono più delicate con tonalità pastello (rosso e giallo), ne presenta due nuove: verde (già presente sul 5c) e viola e vengono abbandonate le colorazioni blu e corallo.

## Confronto con modelli precedenti
Rispetto all’iPhone XR, l’iPhone 11 offre numerosi miglioramenti:
- Prestazioni superiori grazie al chip A13 Bionic.
- Un sistema a doppia fotocamera per una maggiore versatilità.
- Resistenza all’acqua migliorata (da IP67 a IP68).
- Un Face ID più rapido e preciso.